# 狗头枣
狗头枣，又称延川狗头枣，是中华人民共和国陕西省延川县的一个土特产枣。

## 特点
延川狗头枣主要分布于延长县张家河一带，适宜黄土高原丘陵土壤。之后经西北农林科技大学和延川县枣业局选育延川县庄头村地方品种，并于2001年通过陕西省林木良种审定委员会审定，并命名延川狗头枣。其枣树呈开张。果实卵圆形或锥形，似狗头状。果面为褐红色、果肉绿白色，质地致密细脆。